# Лавертеццо
Лавертеццо (італ. Lavertezzo) — громада  в Швейцарії в кантоні Тічино, округ Локарно.

## Географія
Громада розташована на відстані близько 140 км на південний схід від Берна, 11 км на захід від Беллінцони.
Лавертеццо має площу 58,2 км², з яких на 1% дозволяється будівництво (житлове та будівництво доріг), 7,9% використовуються в сільськогосподарських цілях, 51,3% зайнято лісами, 39,8% не є продуктивними (річки, льодовики або гори).

## Демографія
2019 року в громаді мешкало 1299 осіб (+10,6% порівняно з 2010 роком), іноземців було 21,9%. Густота населення становила 22 осіб/км².
За віковим діапазоном населення розподілялося таким чином: 23,4% — особи молодші 20 років, 59,4% — особи у віці 20—64 років, 17,2% — особи у віці 65 років та старші. Було 542 помешкань (у середньому 2,4 особи в помешканні).
Із загальної кількості 861 працюючого 33 було зайнятих в первинному секторі, 399 — в обробній промисловості, 429 — в галузі послуг.